# Sid Meier’s Civilization II
Civilization II — компьютерная пошаговая стратегия, разработанная и изданная компанией MicroProse в 1996 году: продолжение Civilization. Сид Мейер и Брюс Шелли — геймдизайнеры, работавшие над первой Civilization  — не принимали участия в разработке продолжения.
В 2002 году Atari переиздала игру для новых операционных систем, таких, как Windows Me и Windows XP.

## Игровой процесс
В игре Civilization II, как и в других играх серии, игрок является лидером одной из данных на выбор цивилизаций. На протяжении игры необходимо развивать свою страну на протяжении всей человеческой истории: от Древности до Современности, изучая новые технологии (которые собраны в единое древо технологий), занимаясь военной экспансией, строя великие чудеса и контактируя с другими цивилизациями.
По сравнению с первой игрой, в Civilization II появились новые юниты, цивилизации, чудеса света, технологии, графика приобрела изометрический вид. Чтобы сбалансировать тактическую составляющую игры и исключить ситуацию, когда сильный юнит поздней эпохи мог проиграть слабейшему юниту древности, разработчики ввели очки здоровья. Появились сценарии (до этого была возможность играть только на случайно сгенерированной карте или карте Земли), из которых в оригинальной игре представлены сценарий о Второй Мировой Войне и экспансии Римской Республики. Впервые стало возможно модернизировать устаревшие юниты, но для этого требовалось наличие чуда света «Мастерская Леонардо да Винчи» (англ. Leonardo's Workshop).
Как и прежде, победы в игре можно было достичь тремя способами — уничтожить всех противников, отправить космический корабль к альфе Центавра или по очкам в конце 2020 года. Civilization II после подведения итогов предлагает дальнейшую симуляцию игрового мира на выбор игрока, которая может продолжаться произвольное время. Известен случай, когда один из игроков в течение 10 лет реального времени продолжал игру, смоделировав развитие цивилизаций до 3991 года. В его версии развития событий три оставшиеся сверхдержавы ведут бесконечную тотальную войну с применением ядерного оружия. Данный случай получил огласку в публикациях The Guardian и CNN, которые нашли параллели с романом 1984, а Сид Мейер отметил, что, по его сведениям, это самая продолжительная игра в Civilization.
Также игра позволяла игрокам создавать собственные модификации, изменяя и улучшая игру. Данная возможность сохранилась в следующих частях игровой серии.
По словам Сида Мейера, в первой части серии был сильный перевес в сторону достижения победы силовым путём. Начиная с Civilization II, разработчики начали постепенно вносить иные аспекты достижения победы, в частности, появились развитые механизмы дипломатии и торговли, которые начали значительно влиять на игровой процесс.
Значимым нововведением стал Верховный совет, состоящий из пяти советников, отвечающих за определённую область развития цивилизации — военную, научную, финансовую, международную и культурную. Советники, исполняемые живыми актёрами, могут жаловаться на плачевное состояние дел или, наоборот, радоваться хорошему состоянию обстановки, предлагать изучить определённую технологию, развивать торговые и международные отношения, наращивать военные силы, советовать больше уделять внимания нуждам простых людей.
Каждый раз, при смене эпохи, актёры также меняют свой внешний вид: военный советник из легионера древних времён превращается в пьяного рыцаря, а затем — в стереотипного американского генерала с сигарой во рту; советник по науке сначала представлен античным мыслителем-философом, затем — придворным звездочётом и наконец типичным современным учёным в белом халате; финансовый советник — предприимчивым торговцем, а затем скользким бизнесменом с хорошо подвешенным языком; советница по международным делам — поначалу придворной дамой, плетущей интриги, а затем — шпионкой с ярко выраженным русским акцентом; советник по культуре — пародия на Элвиса Пресли, не снимающий солнечных очков даже в древние времена. Порой они могут вступать в перепалку друг с другом, если возникает конфликт интересов между ними. Кульминацией их несогласия друг с другом является смена государственного строя, когда каждый из советников пытается перекричать других, пока портреты каждого из них не заменяется символом Анархии.

## Цивилизации
Как и в первой части игры, в Civilization II цивилизации были распределены между 7 цветами, причём одновременно в игре могла присутствовать только одна цивилизация для каждого цвета: при уничтожении цивилизации (за которую играет компьютер) «до нашей эры», на закрытой части карты появляется другая того же цвета с форным количеством юнитов. Если в первой части на каждый цвет приходилось по 2 цивилизации, то теперь — по 3. Восьмой цвет — красный — варвары; их лидер Аттила появляется в диалоге дипломатии, если они смогут без боя захватить какой-нибудь город, и предлагает уплатить им «дань» (при нападении на незащищенного главаря, наоборот, уже игрок получает выкуп).
| Белый      | Рим (Цезарь, Ливия)                | Россия (Ленин, Екатерина)            | Кельты (Кунобелин, Боудикка)  |
| Зелёный    | Вавилон (Хаммурапи, Иштар)         | Зулусы (Шака, Шакала)                | Япония (Токугава, Аматэрасу)  |
| Жёлтый     | Египет (Рамзес, Клеопатра)         | Ацтеки (Монтезума, Наска)            | Испанцы (Филипп II, Изабелла) |
| Бирюзовый  | Китай (Мао Цзэдун, У Цзэтянь)      | Американцы (Линкольн, Э. Рузвельт)   | Персия (Ксеркс, Шахерезада)   |
| Оранжевый  | Греция (Александр, Ипполита)       | Англия (Генрих VIII, Елизавета)      | Карфаген (Ганнибал, Дидона)   |
| Синий      | Франция (Людовик XIV, Жанна д'Арк) | Германия (Барбаросса, Мария Терезия) | Викинги (Канут, Гунхильда)    |
| Фиолетовый | Индия (Ганди, И. Ганди)            | Монголы (Чингизхан, Бортэ)           | Сиу (Сидящий Бык, Сакаджавея) |

## Разработка
Согласно геймдизайнеру Брайану Рейнольдсу, возглавлявшему разработку Civilization II, MicroProse рассматривала разработку второй части как неприоритетный проект, отдавая предпочтение многопользовательскому переизданию первой части CivNet, разработка которой велась в то же время. Благодаря этому Рейнольдс и Джефф Бриггс смогли внести несколько новых идей в игровой процесс разрабатываемой игры. Разработка велась в секрете несколько лет, официальный анонс о новой игре, имевшей рабочее название Civilization 2000, был опубликован в момент, когда игра была уже практически готова.

## Дополнения и переиздания
К игре вышло два дополнения. Первое дополнение, Civilization II: Conflicts in Civilization, содержало 20 новых сценариев, 8 из которых являлись творением фанатов игры, выбранных MicroProse. Второе дополнение, Civ II: Fantastic Worlds, также содержало 19 новых сценариев, среди которых были сценарии в фентезийном (сценарий «Midgard») и космическом сеттинге (сценарии колонизации Марса), а также сценарии в сеттинге X-COM, Master of Orion, Master of Magic. В поставку также входил новый редактор сценариев, позволявший создавать новые юниты, городские постройки, типы земли, технологии, игровые триггеры и прочие улучшения.
В 1997 году игра была переиздана с подзаголовком Civilization II: Multiplayer Gold Edition и содержала оба дополнения и возможность игры по сети и в режиме hotseat.
В 1999 году был издан ремейк игры под названием Civilization II: Test of Time. В числе улучшений новой версии — анимация юнитов и полностью переработанный внешний вид.

## Критика
| Сводный рейтинг       | Сводный рейтинг          |
| Агрегатор             | Оценка                   |
| --------------------- | ------------------------ |
| GameRankings          | 85,40 %                  |
| Иноязычные издания    |                          |
| Издание               | Оценка                   |
| AllGame               | [ 11 ]                   |
| Game Informer         | 7,75 из 10 (PlayStation) |
| PC Gamer (UK)         | 96 %                     |
| PC Gamer (US)         | 96 %                     |
| Русскоязычные издания |                          |
| Издание               | Оценка                   |
| «Страна игр»          | 5- из 5                  |
| SBG Magazine          | 9 из 10                  |

Релиз игры состоялся 29 декабря 1996 года на платформе Windows. Civilization II быстро стала хитом продаж, возглавив к апрелю первые строки, и удерживала третью позицию в течение всего лета.
К середине января 1997 года общие продажи игры превысили 720 тысяч копий.
В августе 2001 года, по оценкам Джефаа Бриггса, общий тираж Civilization II достиг около 3 миллионов копий.
Игра получила положительные отзывы среди игровых критиков. В 1997 году Computer Gaming World присудила ей звание «Стратегическая игра года». В 2007 году IGN поставила игру на 3-е место в списке 100 лучших игр всех времён. Английское издание PC Gamer UK присудило игре одну из высших своих оценок — 96 %. Американское издание подтвердило эту оценку.